# 2017年NBA總決賽
2017年NBA總决赛，別名2017年NBA總冠軍賽，是2016-17 NBA賽季的最後一場系列賽程，於2017年6月1日開始至6月12日進行，由東部聯盟冠軍克里夫兰骑士對西部聯盟冠軍金州勇士，比賽採用七戰四勝制2-2-1-1-1的形式。
例行賽戰績較佳的金州勇士有多一場主場優勢，史上首次連續3年NBA總決賽的組合相同，前兩年各拿一座NBA年度冠軍。結果金州勇士歷經去年被3-1領先遭到逆轉後，今年反而先連贏3場，雖克里夫蘭騎士扳回一場，但金州勇士仍在下一場封王，系列賽以4-1拿下隊史第5座年度冠軍，凱文•杜蘭特也獲選為2017年NBA總決賽最有價值球員。

## 例行賽對戰
| 日期           | 客隊         | 比數    | 主隊         |
| -------------- | ------------ | ------- | ------------ |
| 2016年12月25日 | 金州勇士     | 108–109 | 克里夫蘭騎士 |
| 2017年1月16日  | 克里夫蘭騎士 | 91–126  | 金州勇士     |

## 晉級過程

### 例行賽
| 球隊           | 勝 | 負 | 勝率  | 勝差 |
| -------------- | -- | -- | ----- | ---- |
| 波士顿凯尔特人 | 53 | 29 | 0.646 | 0    |
| 克利夫蘭騎士   | 51 | 31 | 0.622 | 2    |
| 多伦多猛龙     | 51 | 31 | 0.622 | 2    |
| 華盛頓巫師     | 49 | 33 | 0.598 | 4    |
| 亞特蘭大老鷹   | 43 | 39 | 0.524 | 10   |
| 密爾瓦基公鹿   | 42 | 40 | 0.512 | 11   |
| 印第安纳步行者 | 42 | 40 | 0.512 | 11   |
| 芝加哥公牛     | 41 | 41 | 0.5   | 12   |
| 邁阿密熱火     | 41 | 41 | 0.5   | 12   |
| 底特律活塞     | 37 | 45 | 0.451 | 16   |
| 夏洛特黃蜂     | 36 | 46 | 0.439 | 17   |
| 紐約尼克       | 31 | 51 | 0.378 | 22   |
| 奧蘭多魔術     | 29 | 53 | 0.354 | 24   |
| 費城76人       | 28 | 54 | 0.341 | 25   |
| 布魯克林籃網   | 20 | 62 | 0.244 | 33   |

| 球隊           | 勝 | 負 | 勝率  | 勝差 |
| -------------- | -- | -- | ----- | ---- |
| 金州勇士       | 67 | 15 | 0.817 | 0    |
| 圣安东尼奥马刺 | 61 | 21 | 0.774 | 6    |
| 休士頓火箭     | 55 | 27 | 0.671 | 12   |
| 洛杉磯快艇     | 51 | 31 | 0.622 | 16   |
| 犹他爵士       | 51 | 31 | 0.622 | 16   |
| 奧克拉荷馬雷霆 | 47 | 35 | 0.573 | 20   |
| 曼斐斯灰熊     | 43 | 39 | 0.524 | 24   |
| 波特兰开拓者   | 41 | 41 | 0.5   | 26   |
| 丹佛金塊       | 40 | 42 | 0.488 | 27   |
| 紐奧良鵜鶘     | 34 | 48 | 0.415 | 33   |
| 達拉斯小牛     | 33 | 49 | 0.402 | 34   |
| 沙加緬度國王   | 32 | 50 | 0.39  | 35   |
| 明尼蘇達灰狼   | 31 | 51 | 0.378 | 36   |
| 洛杉磯湖人     | 26 | 56 | 0.317 | 41   |
| 鳳凰城太陽     | 24 | 58 | 0.293 | 43   |

### 季後賽
| 克里夫蘭騎士（中部賽區冠軍） | 克里夫蘭騎士（中部賽區冠軍） | 金州勇士（太平洋賽區冠軍） | 金州勇士（太平洋賽區冠軍） |
| ---------------------------- | ---------------------------- | -------------------------- | -------------------------- |
| 4-0擊敗印第安纳步行者        | 第一輪                       | 第一輪                     | 4-0擊敗波特兰开拓者        |
| 4-0擊敗多伦多猛龙            | 分區半決賽                   | 分區半決賽                 | 4-0擊敗犹他爵士            |
| 4-1擊敗波士顿凯尔特人        | 分區決賽                     | 分區決賽                   | 4-0擊敗圣安东尼奥马刺      |

## 前兩年交手

### 2015年總決賽
當年，勇士隊尋求睽違40年的NBA年度冠軍，騎士尋求1970年創隊以來首座NBA年度冠軍；騎士隊在前3場系列賽打完以2-1領先，但騎士隊厄文、落夫因傷無法上場，所以騎士隊三巨頭中只有詹姆士可以上場，因此騎士輸掉接下來的3場比賽，勇士以4-2拿下睽違40年的NBA年度冠軍。

### 2016年總決賽
當年，勇士隊尋求連霸，騎士隊尋求復仇成功；勇士隊在前4場比賽以3-1領先，但騎士隊隨後連贏3場，以4-3拿下隊史首座NBA年度冠軍，成爲NBA總決賽史上首支系列賽1-3落後之下連贏三場的球隊。

## 參賽球隊

### 克里夫蘭騎士
騎士隊成為第8隊連續3年闖進總決賽，也是隊史第4次闖進總決賽，這一年騎士隊將尋求連霸。，隊史曾在2016年拿下NBA年度冠軍；本季賽事中例行賽以東區第二之姿闖進季後賽，季後賽首輪橫掃溜馬隊，次輪橫掃猛龍隊，分區決賽以4-1擊敗塞爾提克隊。

### 金州勇士
勇士隊成為第7隊連續3年闖進總決賽，也是隊史第9次闖進總決賽；隊史曾在1947、1956、1975、2015年拿下NBA年度冠軍，在上個賽季的總決賽系列賽被逆轉後，勇士隊與杜蘭特簽約，使得勇士隊在本季賽事中例行賽以西區第一之姿闖進季後賽，季後賽前三輪分別橫掃拓荒者、爵士、马刺，總決賽開打前在季後賽已12連勝；但總教練史蒂夫·科爾因背傷可能無法在總冠軍賽執教，連助理教練也掛病號。

## 比賽過程

### 第一戰
| 6月1日 21:00 |

| 賽後數據 |

| 克里夫蘭騎士 91–113 金州勇士                                       |  |                                                                    |
| 每節分數： 30–35、22–25、20–33、19–20                              |  |                                                                    |
| 得分： 勒布朗·詹姆斯 28 篮板： 凯文·乐福 21 助攻： 勒布朗·詹姆斯 8 |  | 得分： 凱文·杜蘭特 38 篮板： 德雷蒙德·格林 8 助攻： 斯蒂芬·柯瑞 10 |

首節勇士隊柯瑞、杜蘭特各得10分，而騎士隊詹姆斯、歐文分別得13分和9分，使得比分僵持；但次節前段勇士隊擴大領先差距，加上騎士隊單節10次失誤，上半場打完勇士隊60-52領先騎士隊；第三節勇士隊依靠柯瑞三分球和杜蘭特強攻之下，開節拉出一波13-0的攻勢，中段騎士隊一度把分差縮小，但隨後勇士隊拉出一波10-0的攻勢，使得勇士隊在第三節打完領先21分；第四節因分差過大而進入垃圾時間。最後，勇士隊在系列賽率先取勝，季後賽13連勝；這場比賽騎士隊的失誤數為勇士隊的五倍，另一方面，這場比賽騎士隊沒有任何抄截。

### 第二戰
| 6月4日 20:00 |

| 賽後數據 |

| 克里夫蘭騎士 113–132 金州勇士                                           |  |                                                                   |
| 每節分數： 34–40、30–27、24–35、25–30                                   |  |                                                                   |
| 得分： 勒布朗·詹姆斯 29 篮板： 勒布朗·詹姆斯 11 助攻： 勒布朗·詹姆斯 14 |  | 得分： 凱文·杜蘭特 33 篮板： 凱文·杜蘭特 13 助攻： 斯蒂芬·柯瑞 11 |

這場比賽騎士隊為了尋求追平，首節藉由洛夫攻勢使騎士隊一度領先6分，但隨後勇士隊拉出一波13-2攻勢超前之後，這場比賽就沒有再讓騎士隊領先過，首節打完勇士隊6分領先；次節開局，騎士隊罰進一球後，勇士隊拉出一波7-0攻勢，隨後互飆一記三分球後，騎士隊藉由8-0攻勢把比分拉近，第二節末段騎士一度追到1分差，上半場結束勇士隊仍以67-64領先3分；第三節開始一分多鐘後，勇士隊藉由柯瑞在一分多鐘內得7分，使領先拉開至10分，隨後騎士隊拉出一波7-0的攻勢，但在接下來將近五分鐘的時間內僅得兩分，使得勇士隊帶者14分的領先進入第四節；第四節前段騎士緩慢將比分追近，然而隨後勇士隊拉出一波13-2的攻勢將比分拉開至22分差，使得接下來的比賽進入垃圾時間。最後，勇士隊以19分差贏球，季後賽14連勝，這場比賽柯瑞和詹姆斯都是三双數據，是NBA總決賽第一次

### 第三戰
| 6月7日 21:00 |

| 賽後數據 |

| 金州勇士 118–113 克里夫蘭騎士                                      |  |                                                                    |
| 每節分數： 39–31、28–30、23–33、29–19                              |  |                                                                    |
| 得分： 勒布朗·詹姆斯 39 篮板： 凯文·乐福 13 助攻： 勒布朗·詹姆斯 9 |  | 得分： 凱文·杜蘭特 31 篮板： 斯蒂芬·柯瑞 13 助攻： 德雷蒙德·格林 7 |

首節多次互換領先，末段勇士隊拉出一波10-0的攻勢，首節結束時勇士隊7分領先騎士隊，這節，勇士隊共投出8顆三分球，次節前段騎士隊一度追平，隨後勇士隊將比分緩慢拉開，上半場結束勇士隊67-61領先騎士隊；下半場開始，勇士隊先投進一球，就被騎士隊拉出一波10-0的攻勢後，有一段時間呈現拉鋸，接近第三節末段時，騎士隊拉出一波9-1的攻勢，勇士隊這節命中率下滑，使得第三節結束時騎士隊領先勇士5分，第四節兩隊拉鋸到後段，比賽最後階段勇士隊拉出一波11-0的攻勢，包含最後一分鐘杜蘭特獨得7分。最後，勇士隊以5分差險勝騎士隊，取得系列賽聽牌的絕對優勢，並在季後賽取得15連勝。

### 第四戰
| 6月9日 21:00 |

| 賽後數據 |

| 金州勇士 116–137 克里夫蘭騎士                                       |  |                                                                                      |
| 每節分數： 33–49、35–37、28–29、20–22                               |  |                                                                                      |
| 得分： 凱文·杜蘭特 35 篮板： 德雷蒙德·格林 14 助攻： 斯蒂芬·柯瑞 10 |  | 得分： 凯里·欧文 40 篮板： 特里斯坦·汤普森, 勒布朗·詹姆斯 10 助攻： 勒布朗·詹姆斯 11 |

本場比賽騎士隊自從開賽時16秒投進第一球後，勇士隊就再沒有領先過 ，開賽兩分鐘後，騎士隊拉出一波11-1的攻勢，中段領先擴大至16分後，勇士隊展開反擊，拉出了一波12-2的攻勢，這段期間杜蘭特獨得10分，隨後騎士隊再拉出一波15-4的攻勢，把分差拉開，騎士隊首節得到破總決賽紀錄的單節49分，以16分差領先勇士隊；第二節前段騎士隊把分差拉開至19分後，勇士隊拉出一波8-0的攻勢，隨後到上半場結束的期間，騎士隊將分差緩慢擴大，上半場打完騎士隊86-68領先勇士隊，騎士隊在上半場得86分破季後賽的紀錄，兩隊加總154分也破季後賽紀錄，上半場投進13顆三分球破總決賽紀錄；第三節前段及中段勇士隊緩慢把分差縮小，但後段騎士隊拉出一波8-0的攻勢使得第三節打完騎士隊以19分差領先勇士隊，第四節前段勇士隊拉出了一波8-0的攻勢，隨後騎士隊拉出一波7-0的攻勢，使得比賽進入垃圾時間。最後，騎士隊以21分差贏勇士隊，也意味者勇士隊無法以季後賽全勝之姿拿下年度冠軍，此役騎士隊投出破紀錄的24顆三分球；另外，本場比賽裁判哨聲多，兩隊合計吞下7次技術犯規

### 第五戰
| 6月12日 21:00 |

| 賽後數據 |

| 克里夫蘭騎士 120–129 金州勇士                                          |  |                                                                     |
| 每節分數： 37–33、23–38、33–27、27–31                                  |  |                                                                     |
| 得分： 勒布朗·詹姆斯 41 篮板： 勒布朗·詹姆斯 13 助攻： 勒布朗·詹姆斯 8 |  | 得分： 凱文·杜蘭特 39 篮板： 德雷蒙德·格林 13 助攻： 斯蒂芬·柯瑞 10 |
| 勇士4–1擊敗騎士 奪得2017年NBA總冠軍                                    |  |                                                                     |

首節前段，勇士隊連續投進兩記三分球，但這兩記是首節勇士唯二的三分球，隨後勇士隊多次嘗試三分球都沒命中，導致騎士隊拉出一波14-2反超，在首節尾段儘管勇士隊兩度超前，但騎士隊仍帶者4分領先進入第二節；第二節前段騎士隊先把分差拉開到8分後，勇士隊拉出一波28-4的強烈攻勢，不僅超前，加上之後再度拉開，使勇士隊的領先分數來到17分，但這是本場比賽差距最大的時刻，隨後騎士隊隊開始將分差追近，上半場打完勇士隊71-60領先騎士隊，分差剩下11分；第三節騎士隊將分差緩慢追近至個位數，第三節結束時勇士隊仍有5分領先；第四節前段騎士隊一度只落後一個球權，但隨後勇士隊將領先一度擴大至雙位數。最後，勇士隊以9分差獲勝，拿下2017年年度冠軍。

## 系列賽球員數據

### 克里夫蘭騎士
備註：出賽為出賽場數，投籃命中率為系列賽整體命中率，其餘皆為平均值
| 球員            | 位置      | 出賽 | 得分 | 籃板 | 助攻 | 抄截 | 失誤 | 投籃命中率 | 上場時間 (分鐘) | 備註           |
| --------------- | --------- | ---- | ---- | ---- | ---- | ---- | ---- | ---------- | --------------- | -------------- |
| 凯文·乐福       | 前锋/中锋 | 5    | 16   | 11.2 | 1    | 2.2  | 1    | .388       | 32.4            |                |
| 詹姆斯·琼斯     | 摇摆人    | 3    | 0    | 0.3  | 0    | 0    | 0    | 0          | 3.1             |                |
| 凯里·欧文       | 后卫      | 5    | 29.4 | 4    | 4.4  | 1    | 3.2  | .472       | 40.9            |                |
| 德里克·威廉姆斯 | 前锋      | 3    | 2.3  | 0.3  | 0.3  | 0    | 0    | .333       | 3.7             |                |
| 伊曼·尚波特     | 后卫      | 5    | 3.6  | 2    | 0.8  | 0.6  | 0.4  | .235       | 14.1            |                |
| J·R·史密斯      | 摇摆人    | 5    | 11.8 | 1.6  | 0.4  | 0.6  | 0.8  | .541       | 29.8            |                |
| 钱宁·弗莱       | 前锋/中锋 | 1    | 2    | 3    | 1    | 0    | 0    | .200       | 11.2            |                |
| 特里斯坦·汤普森 | 前锋/中锋 | 5    | 5.6  | 5.8  | 2.6  | 0.6  | 1.4  | .545       | 26.8            |                |
| 勒布朗·詹姆斯   | 前锋      | 5    | 33.6 | 12   | 10   | 1.4  | 4.2  | .564       | 42.7            | 平均大三元數據 |
| 李察·謝佛遜     | 小前锋    | 5    | 5.8  | 2.4  | 0.4  | 0.2  | 0.8  | .444       | 17.2            |                |
| 凯尔·科沃尔     | 摇摆人    | 5    | 4.4  | 1.2  | 0.4  | 0.2  | 0.4  | .368       | 19.9            |                |
| 德隆·威廉姆斯   | 控球后卫  | 5    | 1    | 1.6  | 1.2  | 0.4  | 1    | .125       | 12.6            |                |
| 邓台·琼斯       | 后卫      | 3    | 3    | 1.3  | 0    | 0    | 0    | .667       | 3.5             |                |

### 金州勇士
備註：出賽為出賽場數，投籃命中率為系列賽整體命中率，其餘皆為平均值
| 球員                | 位置     | 出賽 | 得分 | 籃板 | 助攻 | 抄截 | 失誤 | 命中率 | 上場時間 (分鐘) | 備註               |
| ------------------- | -------- | ---- | ---- | ---- | ---- | ---- | ---- | ------ | --------------- | ------------------ |
| 派屈克· 麥考        | 后卫     | 5    | 2.2  | 2    | 0.4  | 0.2  | 0.2  | .273   | 7.4             |                    |
| 贾维尔·麦基         | 中锋     | 4    | 2.8  | 2.5  | 0.8  | 0    | 0.3  | .667   | 6.3             |                    |
| 大衛·威斯特         | 大前锋   | 5    | 4.2  | 2    | 0.6  | 0    | 0.4  | .588   | 10.6            |                    |
| 安德烈·伊格达拉     | 摇摆人   | 5    | 8.6  | 3.4  | 3.4  | 1.2  | 1    | .529   | 28.4            |                    |
| 克雷·湯普森         | 得分后卫 | 5    | 16.4 | 4.8  | 2.2  | 0.4  | 0.8  | .429   | 36.8            |                    |
| 詹姆士·麥可· 麥卡杜 | 大前锋   | 4    | 1    | 0.5  | 0    | 0.3  | 0    | .667   | 3               |                    |
| 伊恩·克拉克         | 得分后卫 | 4    | 4.8  | 1    | 0.8  | 0.3  | 0.5  | .438   | 11.6            |                    |
| 马特·巴恩斯         | 小前锋   | 5    | 0.6  | 0.2  | 0.4  | 0    | 0.2  | .333   | 2               |                    |
| 德雷蒙德·格林       | 前锋     | 5    | 11   | 10.2 | 4.8  | 1.6  | 2.4  | .345   | 36              |                    |
| 扎扎·帕楚里亚       | 中锋     | 5    | 3.2  | 2.8  | 0.4  | 0.4  | 1.6  | .538   | 13.8            |                    |
| 斯蒂芬·科里         | 控球后卫 | 5    | 26.8 | 8    | 9.4  | 2.2  | 3.8  | .440   | 38.2            |                    |
| 尚恩·李文斯頓       | 后卫     | 5    | 6.6  | 1    | 1.2  | 0.2  | 0.2  | .536   | 15.4            |                    |
| 凯文·杜兰特         | 前锋     | 5    | 35.2 | 8.2  | 5.4  | 1    | 2.2  | .556   | 40.3            | 總決賽最有价值球员 |

## 紀錄
詹姆斯史上第一位在總決賽平均大三元，並在第二場比賽及第四場比賽完成單場大三元，另外，詹姆斯在總決賽生涯大三元總數累積到9次，超越魔术师约翰逊的8次成為史上最多，另外，由於勒布朗所屬的騎士隊在總決賽系列賽不敵勇士隊，成為首位在總冠軍賽拿下大三元仍然輸掉系列賽的球員。
勇士隊在這個系列賽4勝1敗，加上先前的系列賽12場全贏，在這個系列賽戰績為16勝1敗，打破湖人隊所寫下的15勝1敗，成為史上勝率最高的球隊，另外，勇士隊在這個系列賽5場均得分為121.6分，是聯盟自1967年以來總決賽最高場均得分紀錄，當時76人隊6場平均得到124.5分。

## 後續
贏得2017年總決賽的勇士隊在6月15日上午10時在加利福尼亚州奥克兰舉行盛大的遊行活動，吸引150萬的球迷目睹，而騎士隊在衛冕失利後多次嘗試透過交易補強，目的是希望在下個賽季能重返榮耀。